# Hora de España
Hora de España va ser una revista cultural de periodicitat mensual editada a València (aleshores capital de la Segona República) i, posteriorment, a Barcelona, fundada per intel·lectuals lleials a la República durant la Guerra Civil espanyola. Se'n van editar un total de 23 números, entre gener de 1937 i gener de 1939.
Els seus fundadors van ser Rafael Dieste, Antonio Sánchez Barbudo, Juan Gil-Albert, Ramón Gaya i Manuel Altolaguirre. L'objectiu declarat en el primer número era donar continuació a la «vida intel·lectual o de creació artística enmig del conflicte».
Als mesos de la seua fundació, es van incorporar a la direcció dos noms de gran altura intel·lectual: María Zambrano i Arturo Serrano Plaja. En l'últim número, la direcció estava composta per Rafael Alberti, María Zambrano, José María Quiroga Plá i Emilio Prados.
El nombre i qualitat dels col·laboradors, alguns més habituals que uns altres, és molt destacable: Antonio Machado (el més actiu a través d'heterònims com Juan de Mairena), León Felipe, José Bergamín, Tomás Navarro Tomás, Rafael Alberti, José Gaos, Dámaso Alonso, José Moreno Villa i Alberto i Rodolfo Halffter.
Després de l'entrada a Vinaròs de les tropes franquistes, amb el consegüent tancament de comunicacions en el mediterrani republicà, l'edició es va traslladar de València a Barcelona. L'últim número (el 23) va acabar d'editar-se a la fi de gener de 1939, amb prou feines uns dies abans de la caiguda de Barcelona. Oficialment no va ser distribuït, i «la seua existència va ser desconeguda per a la majoria dels estudiosos i dels mateixos redactors i col·laboradors». Però es va descobrir molt després, durant l'exili republicà.
Durant el seu exili a Mèxic, membres de l'anomenat «Grupo Hora de España» van començar la revista Romance.
De la revista Hora de España, va dir en 1939 Waldo Frank en The Nation de Nova York: «Hora de España [és], al meu entendre, el major esforç literari que ha sortit de qualsevol guerra i prova que la lluita d'Espanya contra la traïció del món és el naixement d'una cultura que no ha de morir.»
Els números 1-22, i posteriorment el 23, van ser reimpresos a Alemanya el 1972 per Kraus Reprint, i per Topos Verlag. Dels 23 números existeix un CD-ROM, editat a València per Faximil Edicions Digitals el 2005, i se'n pot adquirir números solts en format digital de Digitalia Hispànica